# Кожевникова Марія Олександрівна
Марія Олександрівна Кожевникова (рос. Мария Александровна Кожевникова; нар. 14 листопада 1984, Москва) — російська акторка, політик, громадський діяч. Депутат Державної Думи РФ IV скликання (2011—2016).

## Життєпис
Народилася 14 листопада 1984 року в родині радянського хокеїста, двукратного олімпійського чемпіона, заслуженого майстра спорту Олександра Кожевнікова та викладача англійської мови Маргарити Кожевнікової. Дід — генерал-майор Валентин Миколайович Трофимов (1923—2013).
Марія — майстер спорту з художньої гімнастики, чемпіонка Москви. Закінчила РАТІ (ГІТІС) у 2006 році.
2001 — знялася в кліпі на пісню «Ти станеш дорослою» гурту «Ліцей».
2002 — перед Марією постав вибір: або музичний гурт «Любовні історії» або театральний інститут. Дівчина зробила вибір на користь РАТІ (ГІТІС), куди й вступила.
2005 — під час навчання в інституті почала кар'єру акторки, беручи участь в масовках та виконуючи другорядні ролі.
У вересні 2009 року в журналі «Playboy» були опубліковані фотографії Марії.

##### Особисте життя
Чоловік — Євген Васильєв. 3 дітей — сини Іван, Максим, Василь.

### Кар'єра у кіно
В 2008 році грала роль Ірини в серіалі «Бородін. Повернення генерала» — дівчинки-сироти, яка залишилась з молодшим братом на руках після смерті батьків.
У серіалі «Універ» протягом п'яти сезонів (трьох років) виконувала роль блондинки Алли, яка читає журнал «Форбс», щоб знайти забезпеченого чоловіка, а прийшла до того, що зрозуміла, що гроші не головне, закохалась у студента та влаштувалася на роботу. За словами самої Марії, її образ в «Універі» їй дався нелегко, довелося півроку спостерігати за поведінкою дівчат, які приїхали на навчання з провінції, що дало їй змогу достовірно зіграти свою роль.
- 2010 — «Курсантський блюз» — Ровена. Театральна агенція «Лекур».
- 2012 — «Вероніка вирішує померти» — Вероніка. Театр Юрія Васильєва.

## Санкції
З 15 травня 2018 року перебуває під персональними санкціями України (№ 1136).
Фігурант бази даних центру «Миротворець».